# Natació als Jocs Olímpics d'Estiu de 1924 - 100 metres lliures femenins
Els 100 metres lliures femenins va ser una de les onze proves de natació que es disputaren als Jocs Olímpics de París de 1924. Aquesta era la tercera vegada que es disputava aquesta prova en uns Jocs i era la més curta dins el programa femení de natació. La competició es disputà el 19 i el 20 de juliol de 1924. Hi van prendre part 16 nedadores procedents de 7 països.

## Medallistes
| Or                 | Plata                    | Bronze                |
| Ethel Lackie (USA) | Mariechen Wehselau (USA) | Gertrude Ederle (USA) |

## Rècords
Aquests eren els rècords del món i olímpic que hi havia abans de la celebració dels Jocs Olímpics de 1924.
| Rècord del Món | 1:12.8 | Gertrude Ederle   | Newark (USA) | 30 de juny de 1923 |
| Rècord Olímpic | 1:13.6 | Ethelda Bleibtrey | Anvers (BEL) | 25 d'agost de 1920 |

En la primera sèrie Mariechen Wehselau establí un nou rècord del món amb un temps d'1 minuts 12.2 segons.

## Resultats

### Sèries
Les dues nedadores més ràpides de cada sèrie i la millor tercera passaren a semifinals.
Sèrie 1
| Pos. | Nedadora                 | Temps  | Qual. |
| ---- | ------------------------ | ------ | ----- |
| 1    | Mariechen Wehselau (USA) | 1:12.2 | QQ WR |
| 2    | Iris Tanner (GBR)        | 1:22.4 | QQ    |
| 3    | Agnete Olsen (DEN)       | 1:23.0 |       |

Sèrie 2
| Pos. | Nedadora                   | Temps  | Qual. |
| ---- | -------------------------- | ------ | ----- |
| 1    | Ethel Lackie (USA)         | 1:12.8 | QQ    |
| 2    | Florence Barker (GBR)      | 1:20.8 | QQ    |
| 3    | Ernestine Lebrun (FRA)     | 1:23.4 |       |
| 4    | Wivan Pettersson (SWE)     | 1:27.4 |       |
| 5    | Karen Maud Rasmussen (DEN) | 1:29.0 |       |

Heat 3
| Pos. | Nedadora                | Temps  | Qual. |
| ---- | ----------------------- | ------ | ----- |
| 1    | Gertrude Ederle (USA)   | 1:12.6 | QQ    |
| 2    | Mariette Protin (FRA)   | 1:22.2 | QQ    |
| 3    | Hedevig Rasmussen (DEN) | 1:22.4 |       |
| 4    | Gurli Ewerlund (SWE)    | 1:23.2 |       |

Sèrie 4
| Pos. | Nedadora              | Temps  | Qual. |
| ---- | --------------------- | ------ | ----- |
| 1    | Constance Jeans (GBR) | 1:16.0 | QQ    |
| 2    | Gwitha Shand (NZL)    | 1:21.0 | QQ    |
| 3    | Maria Vierdag (NED)   | 1:22.0 | qq    |
| 4    | Hjördis Töpel (SWE)   | 1:25.8 |       |

### Semifinals
Les dues nedadores més ràpides de cada semifinal i la millor tercera passaren a la final.
Semifinal 1
| Pos. | Nedadora                 | Temps  | Qual. |
| ---- | ------------------------ | ------ | ----- |
| 1    | Mariechen Wehselau (USA) | 1:15.2 | QF    |
| 2    | Ethel Lackie (USA)       | 1:16.0 | QF    |
| 3    | Iris Tanner (GBR)        | 1:18.6 | qf    |
| 4    | Maria Vierdag (NED)      | 1:21.2 |       |
| 5    | Florence Barker (GBR)    | 1:21.4 |       |

Semifinal 2
| Pos. | Nedadora              | Temps  | Qual. |
| ---- | --------------------- | ------ | ----- |
| 1    | Gertrude Ederle (USA) | 1:15.4 | QF    |
| 2    | Constance Jeans (GBR) | 1:16.6 | QF    |
| 3    | Gwitha Shand (NZL)    | 1:22.4 |       |
| 4    | Mariette Protin (FRA) | 1:22.8 |       |

### Final
| Pos. | Nedadora                 | Temps  |
| ---- | ------------------------ | ------ |
| 1    | Ethel Lackie (USA)       | 1:12.4 |
| 2    | Mariechen Wehselau (USA) | 1:12.8 |
| 3    | Gertrude Ederle (USA)    | 1:14.2 |
| 4    | Constance Jeans (GBR)    | 1:15.4 |
| 5    | Iris Tanner (GBR)        | 1:20.8 |